# Alejandro Lago
Eduardo Alejandro Lago Correa (ur. 28 czerwca 1979 w Montevideo) – urugwajski piłkarz występujący na pozycji obrońcy. Zawodnik CA Cerro.

## Kariera klubowa
Lago zawodową karierę rozpoczynał w 2000 roku w klubie Fénix Montevideo z Segunda división uruguaya. W tym samym roku awansował z nim do Primera División Uruguaya. Sezon 2003 spędził na wypożyczeniu w CA Peñarol, z którym zdobył mistrzostwo Urugwaju. Potem powrócił do Fénixu. Grał tam do 2005 roku.
W lipcu 2005 roku Lago odszedł do norweskiego Rosenborga Trondheim. W Tippeligaen zadebiutował 24 lipca 2005 roku w przegranym 0:1 meczu z Aalesundem. W 2006 roku grał na wypożyczeniach w urugwajskiej Bella Viście oraz w szwedzkim Göteborgu. Potem wrócił do Rosenborga. W 2009 roku i w 2010 roku został z nim mistrzem Norwegii. W 2010 roku z klubem zdobył także Superpuchar Norwegii.
W sezonie 2012/2013 Lago grał w Montevideo Wanderers, a latem 2013 przeszedł do CA Cerro.

## Kariera reprezentacyjna
W reprezentacji Urugwaju Lago zadebiutował 8 czerwca 2003 roku w wygranym 2:0 towarzyskim meczu z Koreą Południową. W 2004 roku został powołany do kadry na Copa América. Zagrał na niej w spotkaniach z Ekwadorem (2:1), Argentyną (2:4), Paragwajem (3:1) oraz Kolumbią (2:1). Tamten turniej zespół Urugwaju zakończył na 3. miejscu.